# Santa Cruz, Tepecoacuilco de Trujano
Santa Cruz är en ort i Mexiko.   Den ligger i kommunen Tepecoacuilco de Trujano och delstaten Guerrero, i den sydöstra delen av landet, 140 km söder om huvudstaden Mexico City. Santa Cruz ligger 937 meter över havet och antalet invånare är 637.
Terrängen runt Santa Cruz är lite kuperad. Runt Santa Cruz är det ganska glesbefolkat, med 36 invånare per kvadratkilometer. Närmaste större samhälle är Ciudad de Huitzuco, 13,1 km nordost om Santa Cruz. I omgivningarna runt Santa Cruz växer huvudsakligen savannskog.